# Multiple Kill Vehicle

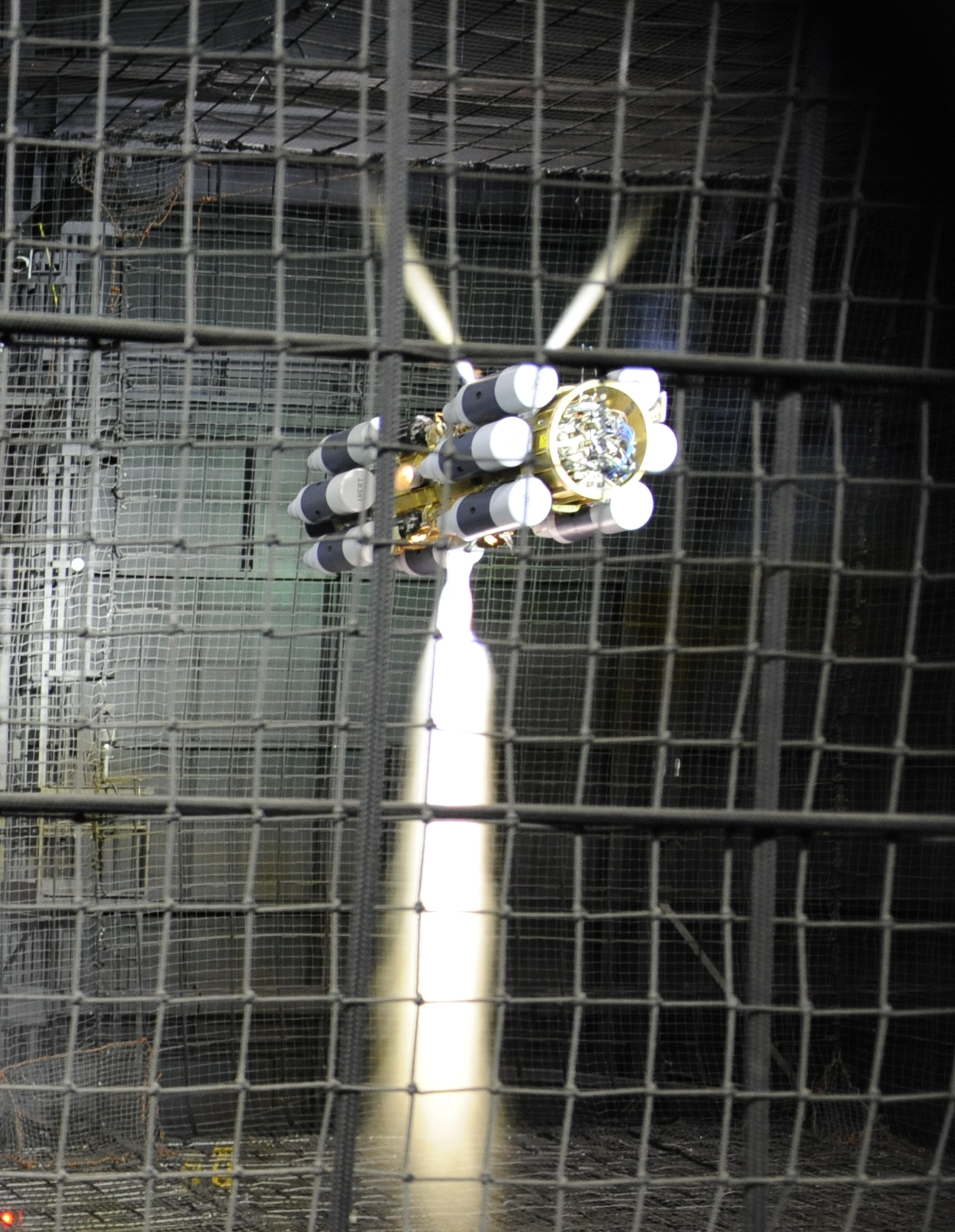
Prova de MKV-L

El Multiple Kill Vehicle ( MKV ) va ser un programa de defensa antimíssils dels Estats Units previst l'objectiu del qual era dissenyar, desenvolupar i desplegar múltiples ogives petites basades en energia cinètica que poguessin interceptar i destruir múltiples míssils balístics, inclosos els possibles objectius seductors ( ajudes de penetració ).

## Concepte
El concepte MKV proporcionar la capacitat de llançar més d'un vehicle de matança des d'un sol propulsor. El sistema incloïa un vehicle portador amb sensors a bord i una sèrie de kill vehicles, cadascun equipat amb els seus propis propulsors de navegació i amb un pes d'uns 10 lliures (4.5 kg). Amb diversos kill vehicles en un sol "núvol" objectiu, la probabilitat d'impactar amb l'ogiva real és més alta. També s'havia previst provar la capacitat del sistema per interceptar múltiples objectius independents.
La missió MKV era destruir míssils balístics d'abast intercontinental equipats amb múltiples ogives o contramesures utilitzant un únic míssil interceptor. Durant un atac real amb míssils balístics hostils, el vehicle portador amb la seva càrrega de petits kill vehicles hauria maniobrat en el camí d'un míssil enemic. Utilitzant les dades de seguiment del sistema de defensa de míssils balístics i el seu propi cercador, el vehicle portador hauria dispensat i guiat els kill vehicles per destruir cap ogiva o contramesura.
Després d'un desenvolupament reeixit, també es planejava desplegar MKV a bord de míssils Ground-Based Interceptor (GBI), Kinetic Energy Interceptor (KEI) i també SM-3 Block IIA. Lockheed Martin Space Systems Company, designada MKV-L, i Raytheon Company (MKV-R), desenvolupaven la tecnologia MKV en una base de doble camí. L' Agència de Defensa de míssils va anunciar que es va dur a terme una prova de l'MKV-L el 2 de desembre de 2008, a la National Hover Test Facility de la base de la força aèria Edwards, Califòrnia.

## Història
Les indicacions preliminars eren que s'havien assolit els objectius de la prova planificats. Els objectius de la prova incloïen tenir l'MKV-L flotar pel seu propi poder i demostrar la seva capacitat per reconèixer i seguir un objectiu substitut en un entorn de vol. Durant la prova, el sistema de propulsió de l'MKV-L va demostrar maniobrabilitat mentre seguia un objectiu. L'MKV-L va transmetre vídeo i telemetria de vol a terra.
El 6 d'abril de 2009, el secretari de Defensa dels Estats Units, Robert M. Gates, va anunciar que el pressupost del Pentàgon seria remodelat. Segons aquesta proposta, el programa MKV s'acabaria.
Un programa similar es va reiniciar l'agost de 2015, quan Raytheon, Boeing i Lockheed Martin van ser contractats per dissenyar un concepte de kill vehicle d'objectes múltiples. Raytheon va publicar informació que semblava indicar que estaven implicats exclusivament en aquest treball, però era incorrecta.